# Ikoma Kazumasa
Ikoma Kazumasa est un nom japonais traditionnel ; le nom de famille (ou le nom d'école), Ikoma, précède donc le prénom (ou le nom d'artiste).
Ikoma Kazumasa (生駒 一正, 1555-11 mai 1610) est un samouraï de la fin de la période Sengoku et du début de l'époque d'Edo. Il est au service des clans Oda, Toyotomi et enfin des Tokugawa. Il est également daimyo du domaine de Takamatsu.
Fils ainé d'Ikoma Chikamasa, Kazumasa combat sous les ordres d'Oda Nobunaga, puis en Corée dans les forces de Toyotomi Hideyoshi lors de la guerre Imjin. Il est aux côtés des Tokugawa à la bataille de Sekigahara, tandis que son père est du côté des forces de Ishida Mitsunari. En conséquence, le fief familial d'Ikoma est préservé. Son père lui cède la place de chef de famille en 1600. La capitale du domaine est alors transférée du château de Marugame au château de Takamatsu.
Après la mort de Kazumasa en 1610, son fils Masatoshi lui succède.

## Source de la traduction
- (en) Cet article est partiellement ou en totalité issu de l’article de Wikipédia en anglais intitulé « Ikoma Kazumasa » (voir la liste des auteurs).